# 奥尔布赖特结
奥尔布赖特结（英語：Albright special;Albright knot）是一种用于垂钓的结，它是一种牢实的结，可以使两根绳子缠绕在一起，例如编织单纤维丝。奥尔布赖特结相当的平稳并且必须穿过辅助线。一些钓鱼者的钓鱼船使用橡胶加强它的效果，使得它更加牢固。